# 러치 험

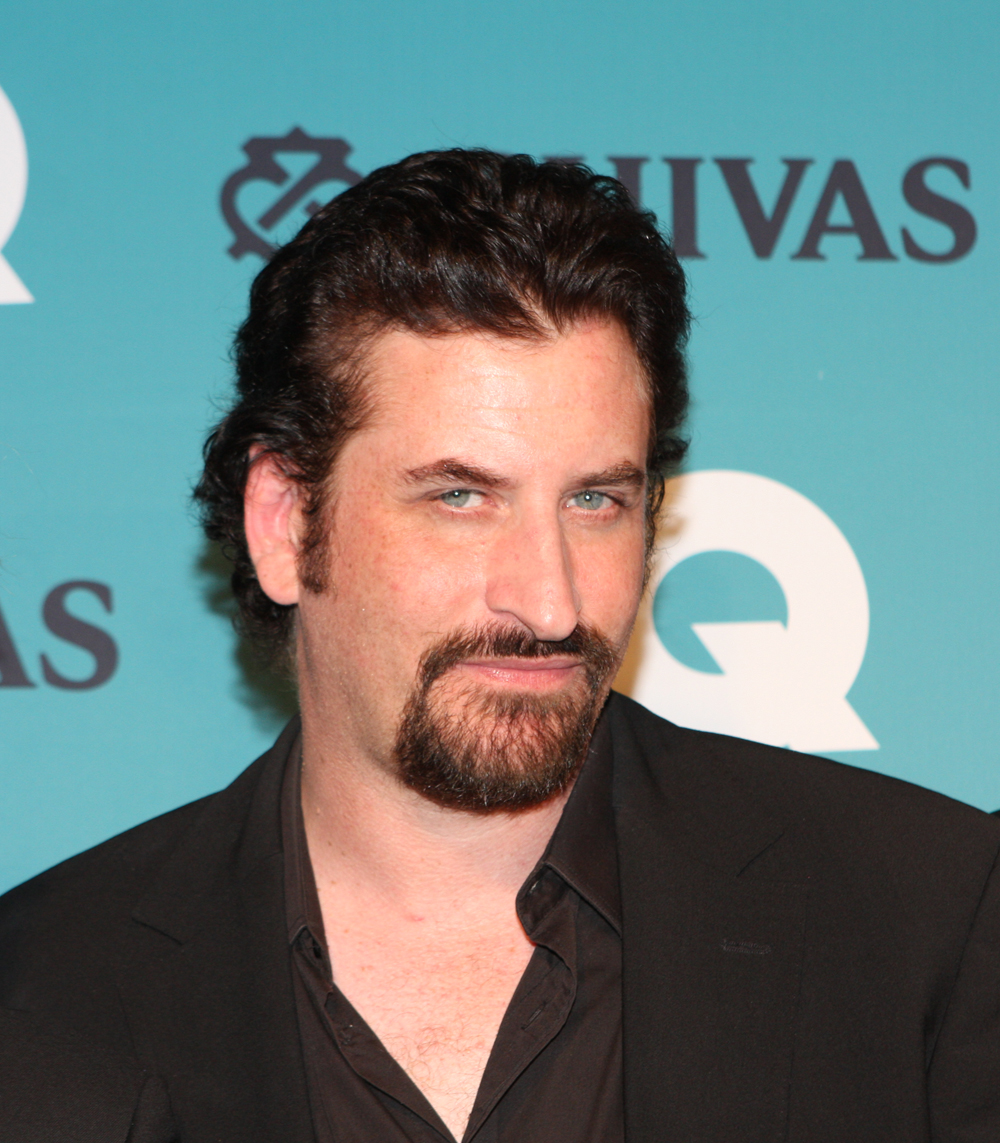

로키 흄(Lachy Hulme, 영어 발음: /ˈlɒki/, 1971년 4월 1일 ~ )은 오스트레일리아의 배우, 각본가이다.
멜버른에서 태어났다.

## 영화
- 퓨리오사: 매드맥스 사가 (2024년) - 리즈데일 펠 / 임모탄 조 역
- 존 도 : 비지란테  (2014년)
- 애니 퀘스천 포 벤? (2012년) - 샘 역
- 킬러 엘리트 (2011년) - 헤리스 역
- 맥베드(영어판) (2006년) - 맥더프 역
- 매트릭스 3 - 레볼루션 (2003년)
- 크로커다일 헌터 (2002년)